# Echinax anlongensis
Echinax anlongensis là một loài nhện trong họ Corinnidae.
Loài này thuộc chi Echinax. Echinax anlongensis được miêu tả năm 2004 bởi Yang, Da-xiang Song & Zhu.